# كأس السوبر الأردني 2023
كأس السوبر الأردني 2023 هي النسخة الأربعون من كأس السوبر الأردني. أقيمت بنظام مباراتي الذهاب والإياب بين بطل الدوري 2022 الفيصلي والفائز بكأس 2022 الوحدات. فاز الوحدات بمجموع المباراتين 3–1.

## مباراة الذهاب
| الفيصلي      | 1–2 | الوحدات                     |
| ------------ | --- | --------------------------- |
| السليمان 19' |     | العوضات 62' · أبو جزر 90+2' |

## مباراة الإياب
| الوحدات | 1–0 | الفيصلي |
| ------- | --- | ------- |
| هنري 9' |     |         |